# Contrafactum
Il Contrafactum, nella musica vocale, è un metodo che si riferisce alla sostituzione di un testo cantato con un altro, senza modificare in modo significativo la musica.

## Storia ed evoluzioni
Il procedimento è molto antico e venne largamente usato a partire dal XII secolo per temi popolari già conosciuti dal pubblico o per i mottetti sacri, i cui adattamenti in versione profana con testi romanzi erano realizzati soprattutto dai trovatori e dai trovieri. La contraffattura (probabilmente derivante dal tedesco Kontrafactur), era infatti la tecnica tipica della tradizione poetica europea con cui un testo veniva composto ricalcando melodie preesistenti, soprattutto gradite al pubblico, la cui facilità di memorizzazione consentiva ai cantastorie di comporre sirventes, canti di forte ispirazione politica e morale con cui appoggiavano un signore o un protettore, o con cui l'esecutore narrava le vicende di un paese o di un eroe: fra i maggiori esponenti si ricorda Bertrand de Born. Il contrafactum però, diveniva uno strumento che i trovatori adoperavano anche per generi dialogati come la tenzone, il partimen e la cobla, talora per sottolineare delle virtù proprie del personaggio o degli eventi narrati, oppure per averne una rilettura in chiave parodica, grazie all'effetto ottenuto dallo schema musicale. Accadeva sovente che musiche e testi valicassero i confini delle nazioni d'origine, creando a seguito di sostituzioni e sovrapposizioni, una loro trasformazione d'uso.
Anche nella musica religiosa il contrafactum fece la sua comparsa, precisamente nel XVI secolo a seguito della riforma protestante, servendo all'adattamento di più testi liturgici per un'identica composizione musicale.
Vari celebri contrafacta possono essere rintracciati sino ai giorni nostri. Primo fra tutti l'inno nazionale tedesco Das Lied der Deutschen, ricavato nel 1841 da quello che Franz Joseph Haydn scrisse per Francesco I d'Austria. Altri esempi sono i canti popolari e militari del risorgimento, oppure i canti politici riadattati dal fascismo come Faccetta nera e Giovinezza, ex inno degli universitari italiani. Appartengono al periodo della resistenza, alcuni celebri canti come Bella Ciao o Fischia il vento, mentre all'estero la tradizione anglosassone con Greensleeves, ci ha restituito una nuova versione con le parole del canto natalizio What Child Is This?